# 曹寅甫
曹寅甫（1893年—1959年11月23日），名銘恭，字寅甫。江蘇省銅山縣土山西巷（今徐州市范西巷）人。民國37年（1948年）在江蘇省第七選區當選第一屆立法委員

## 生平[1][2][3]
- 雲龍書院
- 1904年6月-1907年12月，銅山縣官紳公立學堂學習至畢業
- 1908年2月-1911年12月，淮陰江北師範學堂學習至畢業
- 1912年2月-1916年7月，銅山縣第一高等小學堂教員
- 1916年8月-1918年7月，銅山縣第三高等小學堂校長
- 1918年8月-1920年7月，銅山縣第一高等小學堂校長
- 1920年8月-1924年7月，南京國立東南大學學習至畢業
- 1924年8月-1926年12月，海州江蘇省立第十一中學教務主任
- 1927年3月-1927年8月，國民革命軍第四十軍政治部上校秘書兼代主任
- 1927年8月-1928年2月，江蘇省黨部執行委員兼秘書長
- 1928年2月-1929年9月，江蘇省沛縣縣政府縣長
- 民國18年11月29日，任江蘇銅山縣縣長[4]
- 民國19年8月12日，免江蘇銅山縣縣長[5]
- 1930年8月-1931年7月，江蘇省淮陰中學訓育主任
- 1931年10月-1932年3月，廣州非常會議江蘇省黨務代表
- 1932年8月-1933年7月，江蘇省立無錫師範教導主任
- 1933年8月-1934年7月，江蘇省立淮陰師範教導主任
- 1934年8月-1937年7月，江蘇省黃渡鄉村師範教導主任
- 1937年8月-1937年11月，軍事委員會軍法總監部上校秘書
- 1937年12月-1939年4月，江蘇省銅山縣政府縣長
- 1939年8月-1944年10月，蘇魯皖邊區游擊總指揮部少將高參
- 1945年2月-1945年12月，皖北江蘇省第八臨時中學校長
- 1946年1月-1948年3月，江蘇省政府人事處長
- 民國35年12月28日，派任江蘇省縣長考試試務處主任秘書[6]
- 1949年，在上海參加中國國民黨革命委員會
- 1950年4月，附逆明令通緝，被註銷名籍[7]
- 1950年4月-1951年4月，華北革命大學學員
- 1951年-1959年，上海民革總部組織部長、秘書長等職
- 1957年4月，民革上海市第二屆委員會委員、民革候補中委
- 1959年11月23日，因心肌梗塞病逝，享年67歲